# Fontenay-Trésigny
Fontenay-Trésigny é uma comuna francesa localizada na região administrativa da Île-de-France, no departamento Sena e Marne. A comuna possui 5 362 habitantes segundo o censo de 2014.